# Godków (gromada)
Godków – dawna gromada, czyli najmniejsza jednostka podziału terytorialnego Polskiej Rzeczypospolitej Ludowej w latach 1954–1972.
Gromady, z gromadzkimi radami narodowymi (GRN) jako organami władzy najniższego stopnia na wsi, funkcjonowały od reformy reorganizującej administrację wiejską przeprowadzonej jesienią 1954 do momentu ich zniesienia z dniem 1 stycznia 1973, tym samym wypierając organizację gminną w latach 1954–1972.
Gromadę Godków z siedzibą GRN w Godkowie utworzono – jako jedną z 8759 gromad na obszarze Polski – w powiecie chojeńskim w woj. szczecińskim na mocy uchwały nr V/41/54 WRN w Szczecinie z dnia 5 października 1954. W skład jednostki weszły obszary dotychczasowych gromad Godków i Jelenin ze zniesionej gminy Chojna oraz obszar dotychczasowej gromady Mirowo ze zniesionej gminy Moryń w tymże powiecie. Dla gromady ustalono 13 członków gromadzkiej rady narodowej.
31 grudnia 1959 z gromady Godków wyłączono miejscowości Mirowo, Młynary i Krępacz, włączając je do znoszonej gromady Klępicz w tymże powiecie; do gromady Godków włączono natomiast miejscowości Brwice i Czartoryja ze znoszonej gromady Narost tamże. Po zmianach tych gromadę Godków zniesiono, włączając jej obszar do nowo utworzonej gromady Chojna w tymże powiecie.